# برنز (أرواح)
برنز (بالإنجليزية: Brewins)‏ أرواح شريرة غير مرئية في أساطير استرالیا تسبب الأمراض، وفي استطاعة الشخص الداوي أن يطردهم شريطة أن يستخدم معهم الكلمات الفاحشة. وهو يمتص من جسم الضحية الأجزاء التي هاجمتها هذه الأرواح.